# Аријел (Мала сирена)
Аријел је измишљени и главни лик 28. анимираног филма Волт Дизни пикчерс, „Мала сирена” из 1989. године. Након тога се појавила у ТВ серији која се дешава пре радње филма (1992-1994), наставцима филма „Мала сирена II: Повратак у море” (2000) и „Мала сирена: Аријелин почетак” (2008), као и ТВ серији „Софија Прва” (2013) и филму „Ралф растура интернет” (2018). Аријел је глас позајмила Џоди Бенсон у свим званичним анимираним појављивањима и роби. Хале Бејли ће тумачити играну верзију лика у предстојећем играном римејку оригиналног филма. Четврта је Дизнијева принцеза, прва принцеза која није човек и једина принцеза која је постала мајка.
Аријел је седма ћерка краља Тритона и краљице Атине из подводног краљевства Атлантика. Често је бунтовна и у првом филму жуди да постане део људског света. Она се удаје за принца Ерика на крају првог филма, кога је спасила од бродолома и добијају ћерку Мелоди између првог и другог филма.
Лик је заснован на насловном лику приче Мала сирена аутора Ханса Кристијана Андерсена, али је развијен као другачија личност за филмску адаптацију из 1989. године. Аријел је примила мешовити пријем од критичара. Неке публикације попут Тајма критикују је због превелике посвећености Ерику, док друге, попут Емпајера, хвале лик због њене бунтовне личности, за разлику од претходних Дизни принцеза.
Ниједан од филмова није синхронизован на српски језик, али серија јесте и у њој глас Аријел је позајмила Наташа Балог. У серији „Софија Прва” глас јој је позајмила Исидора Ралић, а у филму „Ралф растура интернет” певачица Ана Штајдохар.